# Max Ostenrieder
Max Ostenrieder (* 24. Februar 1870 in München; † 23. März 1917 in Moosburg, Oberbayern) war ein deutscher Architekt.

## Leben
Ostenrieder war eines von acht Kindern eines Münchner Metzgermeisters. Die Familie war um das Jahr 1800 dorthin gezogen und stammte ursprünglich aus Murnau. Die Metzgerei befand sich in der Schwanthalerstraße und wurde von Ostenrieder später umgebaut. Da er sich für Architektur interessierte, besuchte er zunächst die Industrieschule und danach die Technische Hochschule München. Anschließend arbeitete er als Bauzeichner und Architekt beim Bauamt der Stadt München. 1890 erwarb er ein Haus am Weßlinger See, das er später zu einem Sommerhaus umgestaltete und erweiterte, um sich dorthin zurückziehen zu können. Für sich selbst errichtete er am Marienplatz Nr. 18 ein außen und innen prachtvoll verziertes privates Wohnhaus. Dieses wurde im Krieg zerstört.
Osterrieder betrieb um die Jahrhundertwende in München ein erfolgreiches Architekturbüro. Zu seinen bekanntesten Werken gehört das Schloss Berg in Luxemburg, das er 1906 gemeinsam mit dem Architekten Pierre Funck-Eydt für den Großherzog Wilhelm IV. projektierte und bis 1911 realisierte. Für die Residenzstadt München entwarf er mehrere Wohn- und Geschäftshäuser, die teilweise unter Denkmalschutz stehen. Im März 1917 erlitt Ostenrieder einen Schlaganfall, an dessen Folgen er wenige Tage später verstarb.

## Werk (Auswahl)
- 1890: Sommerhaus am Weßlinger See[3]

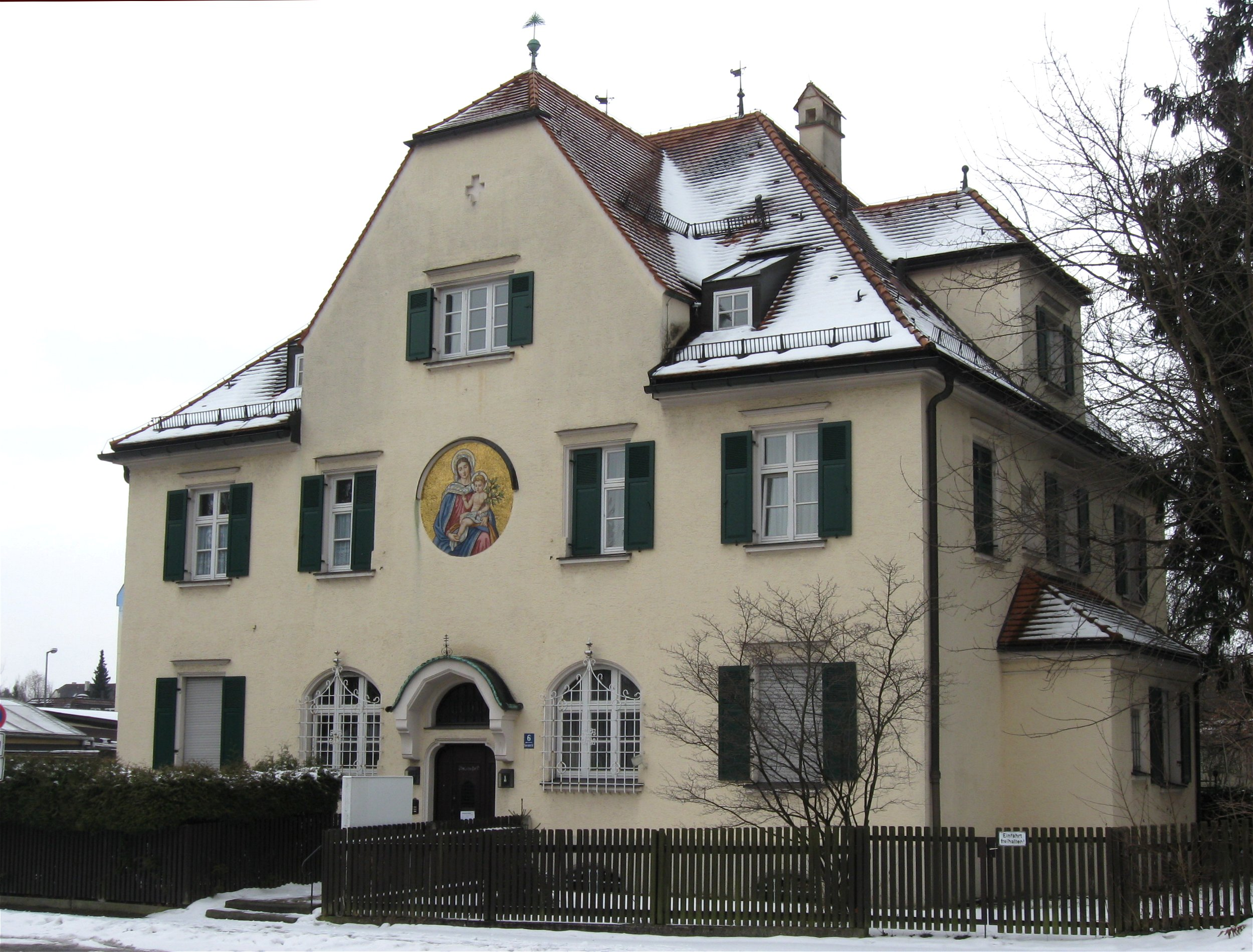
Ramersdorfer Straße 6; Kath. Pfarrhaus (erbaut 1906)

- 1895: Mehrfamilienhaus Lessingstraße 1 in München (Ludwigsvorstadt) (neugotischer Erker)
- 1895/96 Gasthaus Isarthor, Tal, München (Altstadt)
- 1896–1897: Wohn- und Geschäftshaus Platzl 1a, München (Altstadt) (neugotische Fassade)
- 1896–1899: Wohn- und Geschäftshaus J. Kraft, Sendlinger Straße 51[4] in München (Altstadt) (Astwerkgotik, Prunkerker)
- 1899: Geschäfts- und Mietshaus J. Baun Altheimer Eck 5 in München (Altstadt)[4]
- 1900: Haus Ostenrieder, Marienplatz 18 in München[1]
- 1901: Mehrfamilienhaus Lindwurmstraße 15 in München (Ludwigsvorstadt) (reiche Neurenaissance-Fassade)
- 1902: Treppenanbau, Vorgartenmauer und Gartenpavillon für die Villa des Bürgermeisters Wilhelm von Borscht, Heilmannstraße 33 in Thalkirchen
- 1902: Aufstockung des Brahms-Pavillons
- 1904: Belvederturm, Schloss Kospoda, Kospoda, Saale-Orla Kreis, Thüringen, Deutschland
- 1904: Presbyterium und Nordturm der katholischen Pfarrkirche Mariä Lichtmeß in Aschau im Chiemgau
- 1904: Villa Bletschacher, Alzheimergaßl 5, Weßling
- 1905: Villa Ammerseestraße 84 in Gauting (zweigeschossig mit Staffelgiebel und Eckerkerturm)
- 1905: Katholische Filialkirche St. Michael in Tyrlbrunn, Plan für Neubau des Langhauses
- 1905–1908: Vorbauten am Bergfried und Gästetrakt von Schloss Hohenaschau
- 1906: Pfarrhaus der katholischen Pfarrgemeinde, Ramersdorfer Straße 6 in München-Ramersdorf
- 1906–1907: Villa Pössenbacher Straße 21 in München-Thalkirchen (Neubarock, mit Belvedere, Pergolatürmchen, Remise und Gittertor)
- 1907 „Alte Bayerische Bierhalle“ in Basel, Steinenvorstadt 1 a, im Auftrag des Münchner Brauereibesitzers Gabriel von Sedlmayr

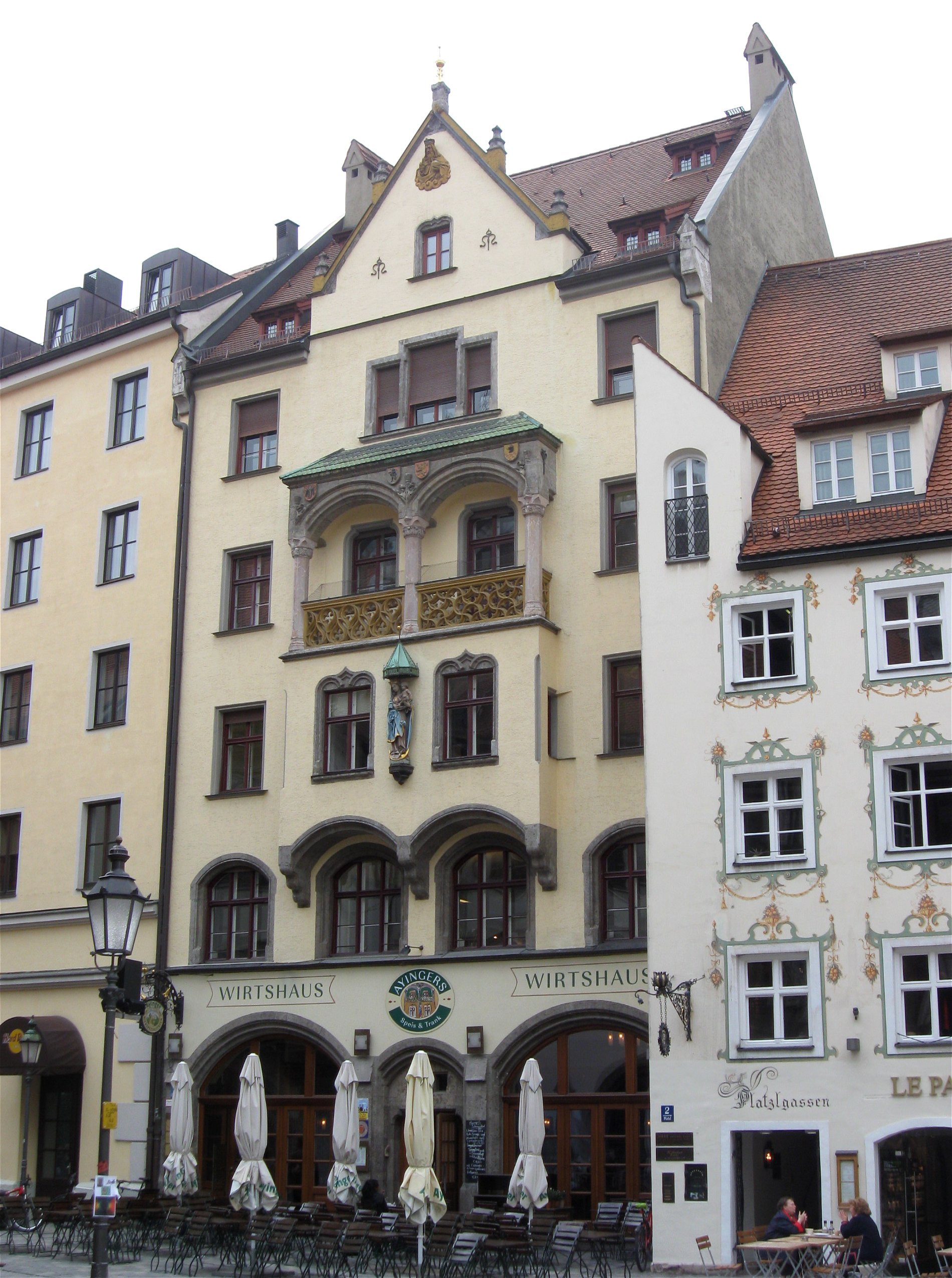
Wohn- und Geschäftshaus Kaut (erbaut 1897)
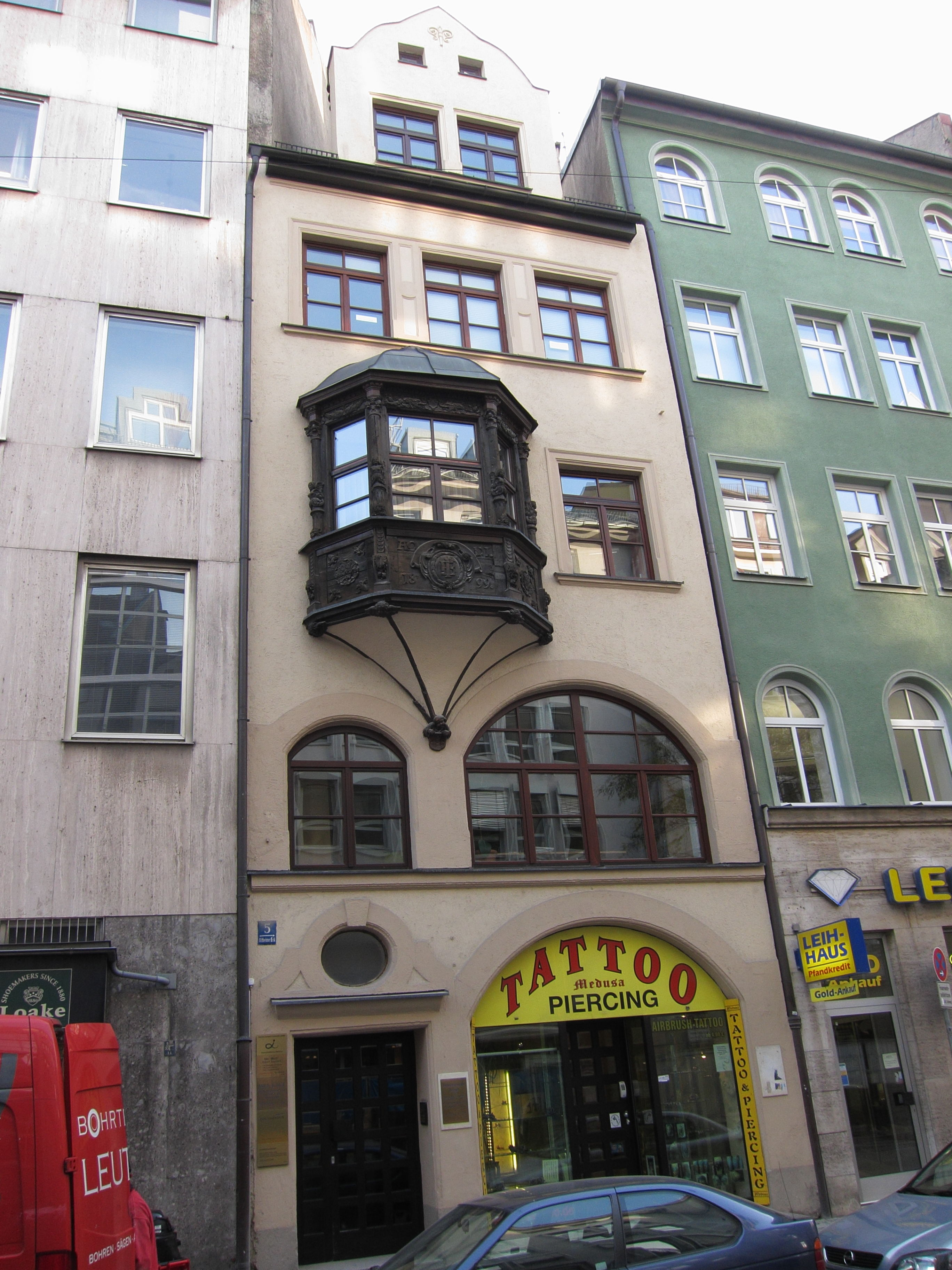
Wohn- und Geschäftshaus J. Baun (erbaut 1899)
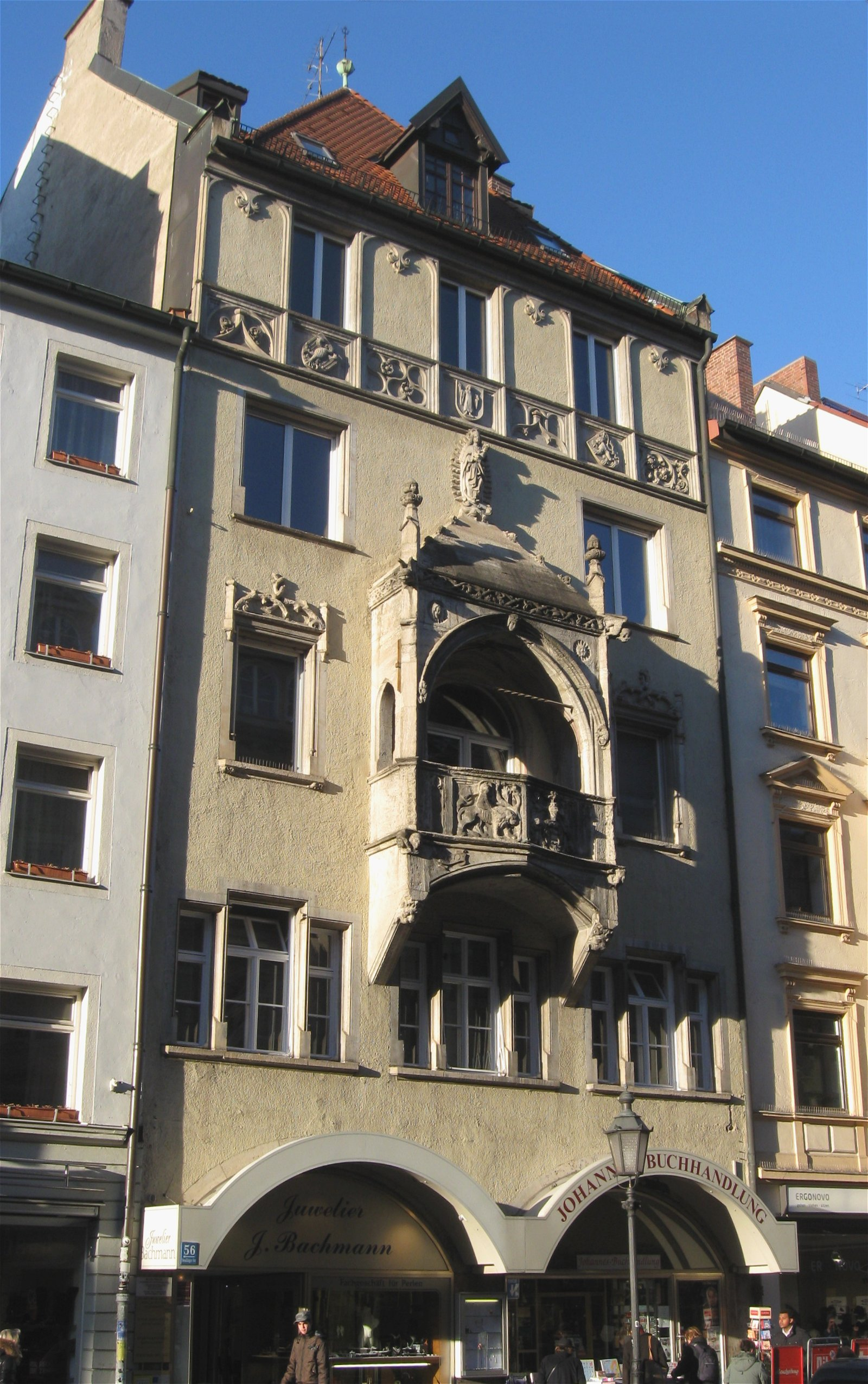
Wohn- und Geschäftshaus Kraft (erbaut 1899)
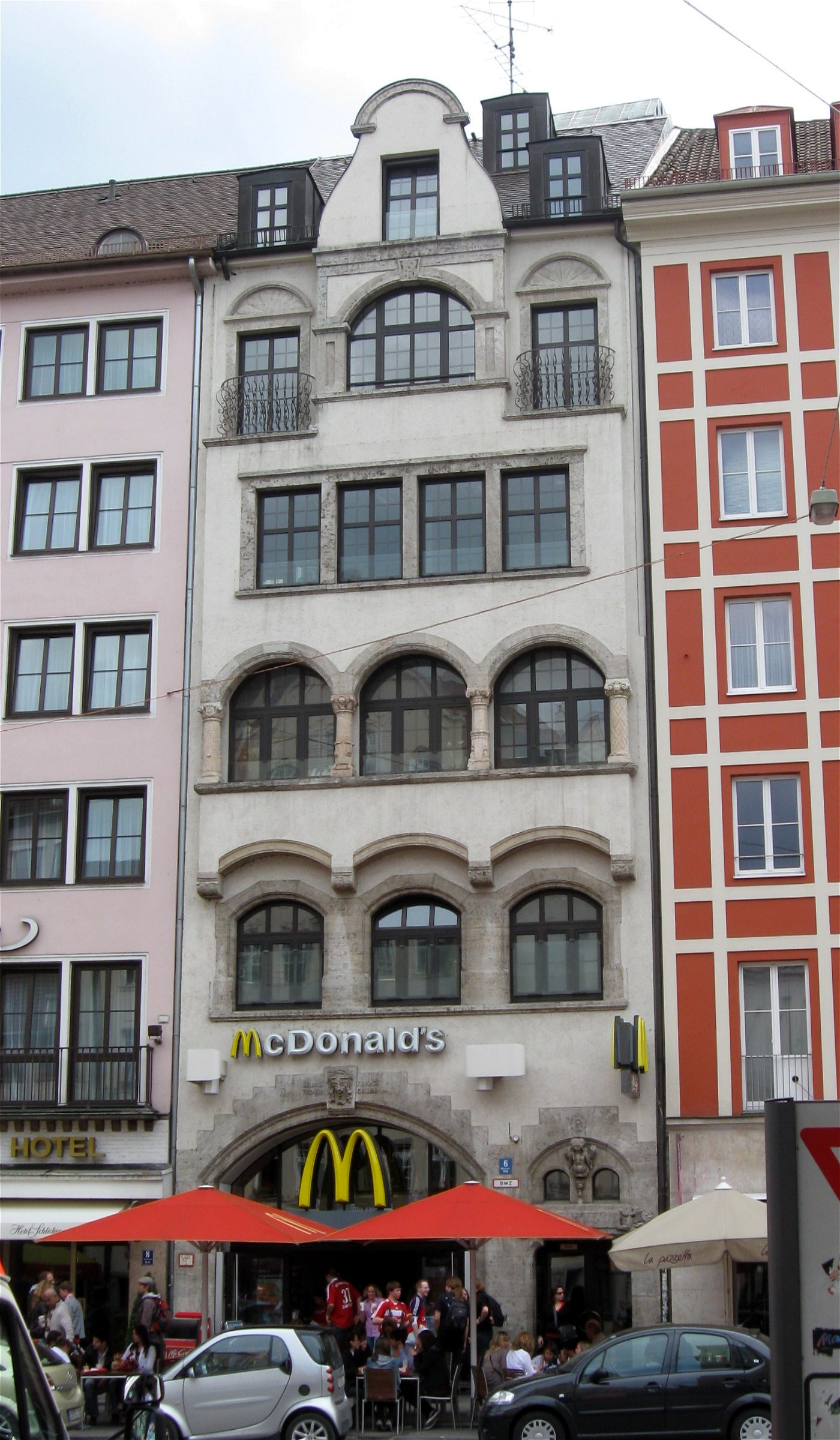
Wohn- und Geschäftshaus Thal 6 (erbaut 1900)